# Prata do Piauí
Prata do Piauí est une municipalité brésilienne située dans l'État du Piauí.